# Trancas (Tucumán)

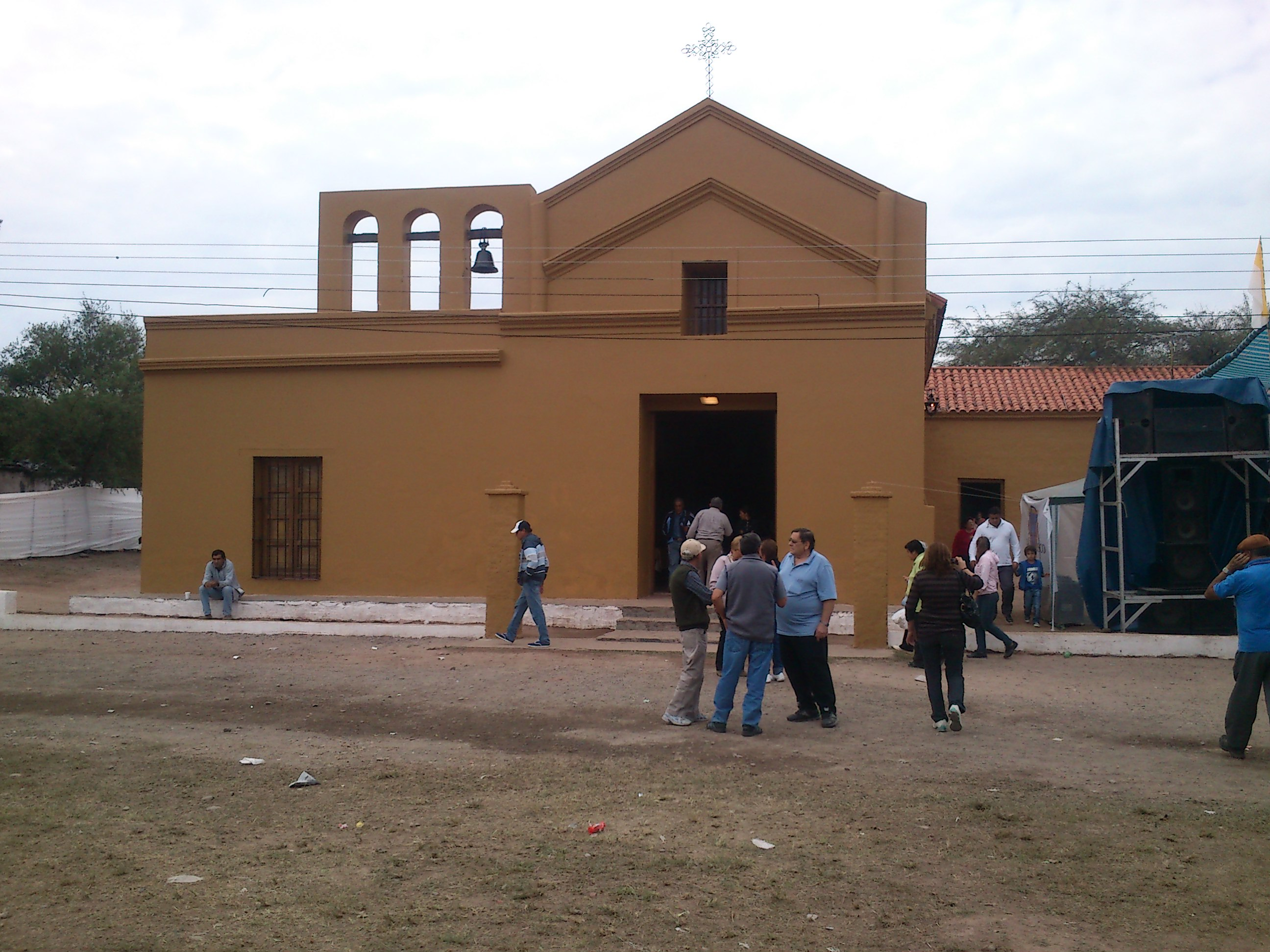
Kerk in Trancas

Trancas is een plaats in het Argentijnse bestuurlijke gebied Trancas in de provincie Tucumán. De plaats telt 3.391 inwoners.